# Левицкий, Константин Антонович
Кость Анто́нович Леви́цкий (укр. Кость Антонович Левицький; 18 ноября 1859 — 12 ноября 1941) — украинский политический деятель Галиции конца XIX века — первой половины XX века. Соучредитель УНДП. С ноября 1918 г. — председатель Государственного секретариата ЗУНР, затем — председатель комиссии по избирательной реформе при правительстве. В июле 1941 г. был основателем и председателем Национального Совета во Львове. Зять академика ПАН Емельяна Огоновского, дядя капитана Галицкой армии Любомира Огоновского.

## Биография
Кость Левицкий родился 18 ноября 1859 г. в городке Тысменица (теперь районный центр Ивано-Франковской области) в семье священника шляхтича герба «Рогаля». По окончании 1878 Станиславовской гимназии учился на юридических факультетах Львовского и Венского университетов. В 1884 году составил докторат, а в 1890 открыл адвокатскую канцелярию во Львове.
К. Левицкий был человек неиссякаемой общественной энергии. Его избирали заместителем председателя «Академического братства», он был активным членом первого общества украинских юристов «Кружок права» (1881), соучредителем и ведущим деятелем общества украинских ремесленников «Заря», «Народной торговли» (1883), страхового общества «Днестр» (1891), «Краевого союза ревизионного» (1904), «Земельного банка гипотечного» (1910), директором «Краевого союза кредитного» (1898—1939), заседал в управе «Просвиты».
Вместе проявил себя в области науки: переводил законы, обрабатывал украинскую юридическую терминологию, составил немецко-украинский законодательный словарь, почетный член Научного общества им. Т. Шевченко, соучредитель и долголетний редактор «Журнале правовой» и квартальника Союза украинских адвокатов «Жизнь и право», автор популярных юридических трудов.
Выдающийся политик: соучредитель и секретарь «Народного Совета», член президиума и президент Народного комитета Украинской национально-демократической партии, депутат нижней палаты австрийского парламента (1907—1918) и Галицкого сейма (1908—1914), президент «Русского клуба» в Галицком сейме (1910—1914), президент украинского клуба в австрийском парламенте (1910—1916). Возглавляя борьбу украинских парламентариев за украинский университет и реформу избирательной ординации в Галицкий сейм, К. Левицкий стал одним из самых авторитетных украинских политиков. Не удивительно, что когда в начале I мировой войны украинские партии создали свой координационный орган — Главная Украинская Рада, впоследствии Общую Украинскую Раду — их возглавил К. Левицкий.

## Руководитель ЗУНР
В условиях распада Австро-Венгерской империи парламентарии сформировали Украинский Национальный Совет и взяли курс на создание независимого государства. 31 октября 1918 львовская делегация Совета под руководством К. Левицкого приняла решение о вооруженном восстании. 9 ноября УНРада под председательством К. Левицкого одобрила разработанную по его участия временную Конституцию ЗУНР. Вместе сформировано первое правительство — Государственный секретариат во главе с К. Левицким. Кроме того, он получил портфель министра финансов.
Хотя правительство К. Левицкого действовало только два месяца, именно он сформировал правовые и организационные основы ЗУНР. После отставки Кость Левицкий возглавлял комиссию избирательного законодательства Унради. После отступления УГА в июле 1919 года за Збруч К. Левицкий переехал в Вену, где вновь вошёл в состав правительства ЗУНР как уполномоченный по делам прессы и пропаганды, а впоследствии — иностранных дел. Возглавлял делегации ЗУНР на международных конференциях в Риге (1920), Женеве (1921) и был членом делегации ЗУНР на Генуэзской конференции (1922). Одновременно возглавлял Комитет политической эмиграции. После самоликвидации 1923 г. правительства согласно решению Лиги Наций об аннексии Восточной Галиции, К. Левицкий вернулся во Львов.

## Межвоенный период
В межвоенный период К. Левицкий входил в Центральный комитет Украинского национально-демократического объединения, однако, поскольку в то время политический провод формировало новое поколение, решающей роли в политике уже не играл. Работал на должностях директора «Центробанка», возглавлял Союз украинских адвокатов, входил в состав Учебного совета адвокатов Польши. Также он проявил себя как историк, написал «Историю политической мысли галицийских украинцев 1848—1914 гг.» (1926), «Историю освободительной борьбы галицийских украинцев во время мировой войны 1914—1918 гг.» (1928—1930), «Большой срыв» (1931) и т. д. «Историю политической мысли галицийских украинцев» до сих пор считают основной работой по истории украинского национального движения XIX в.
«Золотой сентябрь» 1939 года снова втянул Костя Левицкого в водоворот политики. Именно Левицкому однопартийцы поручили наладить контакты с новой советской администрацией. 22 сентября 1939 г. он представился новой власти, однако его вывезли в Москву. 80-летний старейшина галицийской политики просидел на Лубянке полтора года. Вследствие настояний Кирилла Студинского и других галичан, с мнением которых считалась советская власть, весной 1941 г. А. Левицкого освободили, и он вернулся. Скорее всего освобождению Левицкого помогло мнение Павла Судоплатова, который рекомендовал Сталину освободить его.

## Провозглашение украинского государства
Когда 30 июня 1941 оуновцы провозгласили Украинскую державу, К. Левицкий возглавил Совет сеньоров (предпарламент, с 30 июля 1941 г. — УНРада). Неоднократно проводил нелёгкие переговоры с нацистами, пытался сыграть роль представителя единой легитимной власти в Галичине. В начале 1942 года нацисты поставили перед УНРадой ультиматум о самороспуске. Однако К. Левицкий не дожил до этого момента.
Умер 12 ноября 1941 года. Похоронен на Яновском мемориальном кладбище рядом с генералом М. Тарнавским.
В надгробном слове архиепископ украинской греко-католической церкви Иосиф Слипый, отмечая огромные заслуги К. Левицкого, назвал его «вождём политической жизни народа до последней минуты».

## Память
В 1992 году улицу В. Маяковского в Львове, на которой под номером 34 находился дом К. Левицкого, переименовали в его честь.
Центральным банком Украины в 2009 году выпущена памятная монета.

## Труды
Левицкий — автор ценных исторических трудов:
- «История политической мысли галицийских украинцев 1848—1914» (1926),
- «История освободительного движения галицийских украинцев во времена мировой войны 1914—1918 гг» (1928),
- «Большой срыв» (1931) и др.